# Roupen Sévag
Roupen Sévag (en arménien : Ռուբէն Սեւակ), de son vrai nom Roupen Tchilinguirian (arménien : Ռուբէն Չիլինկիրեան), né le 15 février 1885 à Silivri et mort assassiné le 26 août 1915 à Çankırı, est un médecin et un écrivain arménien.

## Biographie

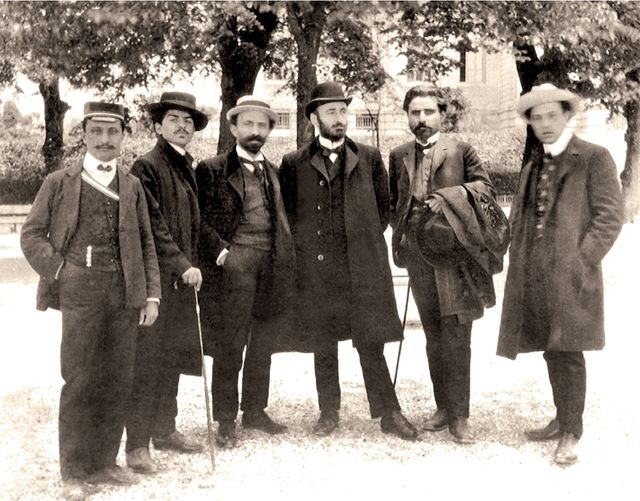
Roupen Sévag, Archag Tchobanian et Komitas à Lausanne le 2 juillet 1907.

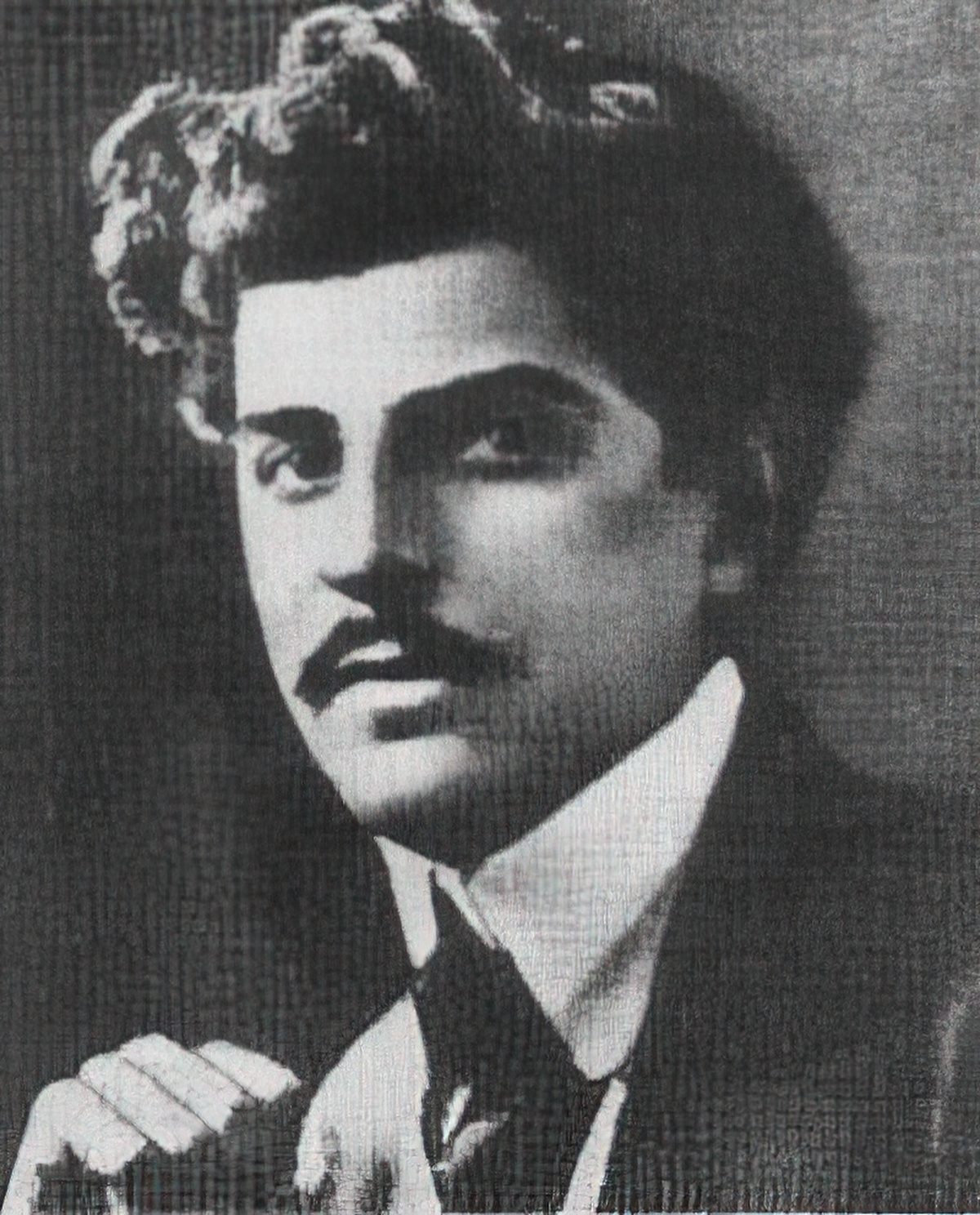
Roupen Sevag

Roupen Sévag fait ses premières études au prestigieux collège Berberian à Constantinople. Il part en 1905 à Lausanne, pour y entreprendre des études de médecine qu’il achève en 1911. Il épouse en 1910 à la Cathédrale apostolique arménienne de Paris, Saint Jean-Baptiste (15 rue Jean Goujon 75008 Paris) Hélène-Maria-Anna Apel, fille de Franz-Bernard-Anton, joailler allemand. En 1914, il retourne à Constantinople pour se consacrer entièrement à sa vocation : la poésie et la création littéraire. C’est en 1910 qu’il publie «Կարմիր գիրքը - Le Livre rouge», son premier recueil de poésies où s’exprime toute sa douleur face aux massacres d’Adana. En 1913, il édite sous le titre «Բժշկի գրքից պոկված էջեր - Pages arrachées du livre du médecin», une suite de conversations passionnantes sur la médecine. En 1914, il donne quelques cours de médecine tout en collaborant au journal Azadamard. Il est enrôlé dans le service de santé de l’armée ottomane.
Roupen Sévag est l'un des intellectuels victimes de la rafle des intellectuels arméniens du 24 avril 1915 à Constantinople, première étape du génocide arménien, il est déporté puis sauvagement exécuté en août 1915.

## L'arrestation
Roupen Tchilinguirian fut arrêté le 22 juin 1915 et arriva à Chankiri six jours plus tard. D’après sa famille, la demeure des Tchilinguirian ne fut pas fouillée lors de son arrestation. Les autorités ne portèrent aucune accusation – ni au moment de l’arrestation, ni après l’arrivée du médecin à Chankiri – et ne lancèrent aucune enquête. Dès que son mari fut emmené, Hélène Tchilinguirian, son épouse contacta ses parents en Suisse. Nous savons par ces lettres en date des 6 et 13 juillet, ainsi que par une lettre du 26 août, émanant de son beau-père, Franz Apell-Dörr, adressée à l’ambassade d’Allemagne, que la mère de Madame Tchilinguirian, Marie Apell, quitta la Suisse dès qu’elle apprit l’arrestation de son gendre et qu’elle arriva à Constantinople le 26 juin.
Immédiatement après l’arrestation, la famille Tchilinguirian contacta l’ambassade et le Consulat d’Allemagne à Constantinople. Ils discutèrent de la situation avec Johann Mordtmann, le consul chargé des affaires arméniennes, et le feld-maréchal Colmar von der Goltz, conseiller allemand auprès de l’armée ottomane. D’après le récit de Marie Apell, des responsables ottomans promirent à von der Goltz que Roupen Tchilinguirian serait remis aux autorités allemandes en échange d’une garantie qu’il resterait en Allemagne durant toute la guerre. Dans une lettre du 26 juillet à son ambassade, H. Filsinger, consul général d’Allemagne à Lausanne, demanda qu’en considération de la réputation de M. Apell-Dörr, «homme très respecté, patriote » et « vétéran des guerres de 1870-1871» toute l’assistance nécessaire fût apportée à cette famille dans son entreprise de sauvetage de leur gendre. Filsinger ajouta que la famille était disposée à apporter toutes les garanties nécessaires pour assurer la remise de Roupen Tchilinguirian aux autorités allemandes.
Roupen Tchilinguirian fut sauvagement assassiné lors d'un transfert vers Ankara, le 25 aout 1915.
Sur les quelque 180 intellectuels arméniens qui furent raflés et acheminés vers Chankiri et Ayash, le 24 avril 1915 et peu après, une trentaine seulement ont survécu.

## Hommages

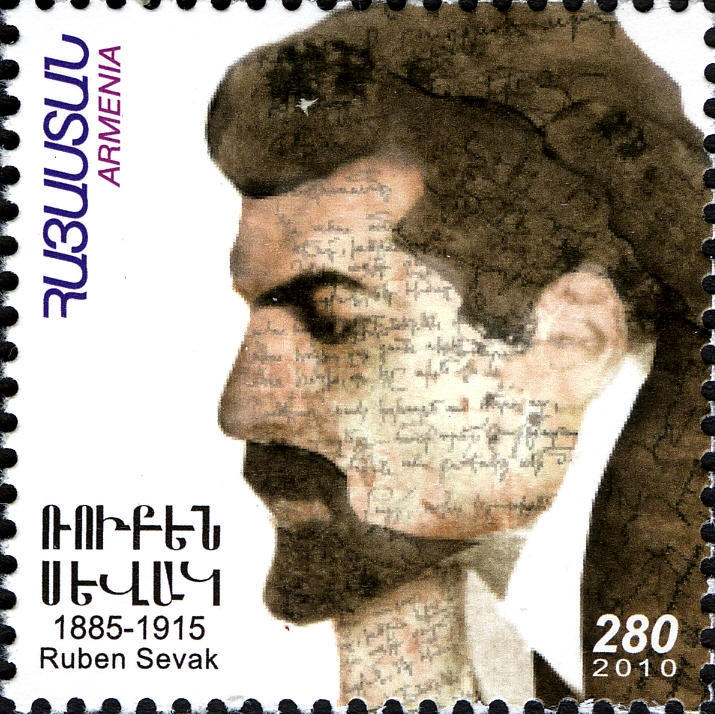
Timbre en hommage à Roupen Sévag.

Un timbre hommage à Roupen Sévag a été publié par la poste arménienne en 2010.

## "Les derniers arméniens" par Roupen Sevag (traduction par Anahid Ohanian)
“Ohé! mon âme, hay, ohé! hay, il n’y a pas de Dieu, “Ohé! mon âme, hay, eh! il n’y a plus d’Arménie, “Que les cœurs des êtres qui nous sont chers “Des lointains nous appellent…” Epaule contre épaule, mais dans la main, formant une ronde, Hay, eh! cœur à cœur ils dansent tous, ils chantent, Vieillards, enfants, hay, eh! ce sont eux, Les Arménien émigrés… Ni hommes, ni ouvriers, de simples bêtes de somme, Ils balancent leurs corps et de leurs semelles épaisses Ils battent une terre lointaine et étrangère. “Une poignée de leur terre natale qui pouvait la leur donner ? “Hay, eh! Arménie que ta terre soit douce…” Ainsi chantent-ils en dansant alors qu’ils voudraient pleurer Les Arméniens infortunés… Nous avons une mariée, mais pour nous pas de noce… Nous avons un deuil, mais pour nous pas de funérailles… Pour quel péché ? Qui nous a maudits ? Et pourtant, il est vieux de cinq mille ans ce pauvre pays… Et pour ses quatre millions d’âmes, il n’y a pas un seul abri, “Ohé! mon âme, il y a des arméniens, mais plus de patrie arménienne…” Ainsi chantent les Arméniens... As-tu vu les villages paisibles détruits ? Les maisonnettes aux murs rouges, démolies, Les moulins à vent silencieux, leurs ailes brisées, Et sur la montagne les cadavres des vieillards éparpillés, Les chapelles privées d’encens et ravagées… Oh! là-bas, là, est notre patrie, c’est de là-bas… Que viennent les Arméniens… Étranger, as-tu vu les fraîches fontaines ? Les campagnes, les vignes aux grappes dorées… Sur le toit natal la cheminée fume-t-elle encore ? Et le rosier ? Refleurit-il ? Le vieux rossignol dans la nuit chante-t-il encore ?… Là-bas, de là-bas rêvent et pleurent tristement Les Arméniens déportés… Ne touche pas à leurs âmes profondément blessées, Ils passent silencieux, remplis de secrets, Ils connaissent tant de récits ténébreux, Eux qui, dans le sang, ont disparu boueux, Tous voués aux potences ces courageux, Accablés de mille morts, ils sont des morts-vivants Les Arméniens encore vivants… Non! Eh bien! Non! pour eux l’aurore poindra… Et si l’aube du grand Jour ne vient pas, Ils se battront. Jusqu’à quand ?… Jusqu’à la fin des temps. Et lorsqu’encore sur terre, pour la Liberté Mourront une petite poignée d’hommes insignifiants Ils seront parmi les derniers de l’Humanité, Les derniers arméniens…